# 벤저민 키겐
벤저민 키겐(영어: Benjamin Kigen, 1993년 7월 5일~)은 케냐의 육상 선수로 주 종목은 장애물달리기이다. 2020년 하계 올림픽 남자 3000m 장애물 종목 동메달을 획득했다. 